# Anglo Irish Bank

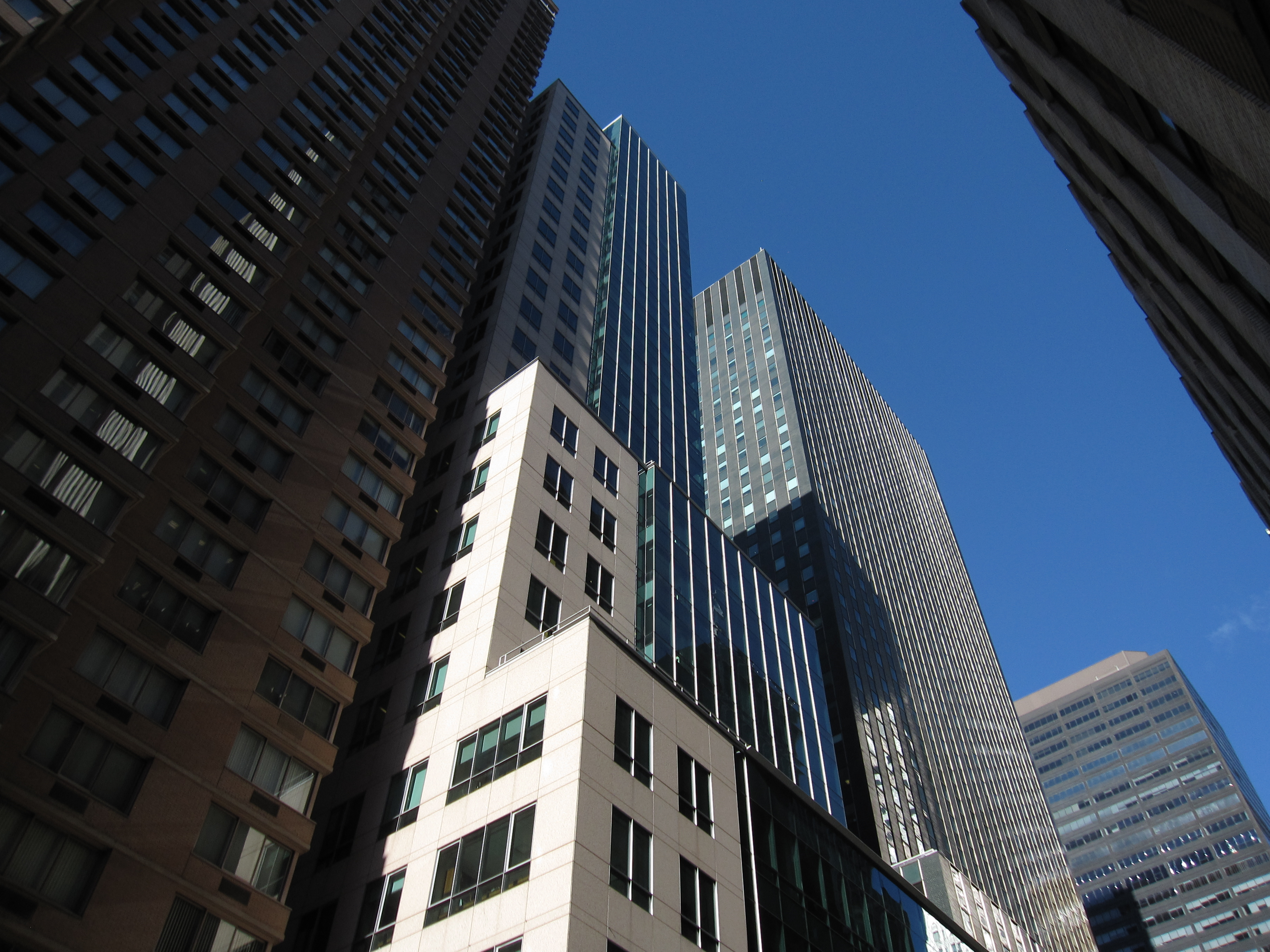
Anglo Irish Bank

Anglo Irish Bank Corporation plc — банк, расположенный в Ирландии, акции которого имеют листинг как на Ирландской фондовой бирже, так и на Лондонской фондовой бирже. Предпочтение в своей деятельности банк отдаёт работе с компаниями, в то время как в розничном сегменте банк представлен только в самых крупных городах Ирландии. С 2009 года национализирован правительством Ирландии.

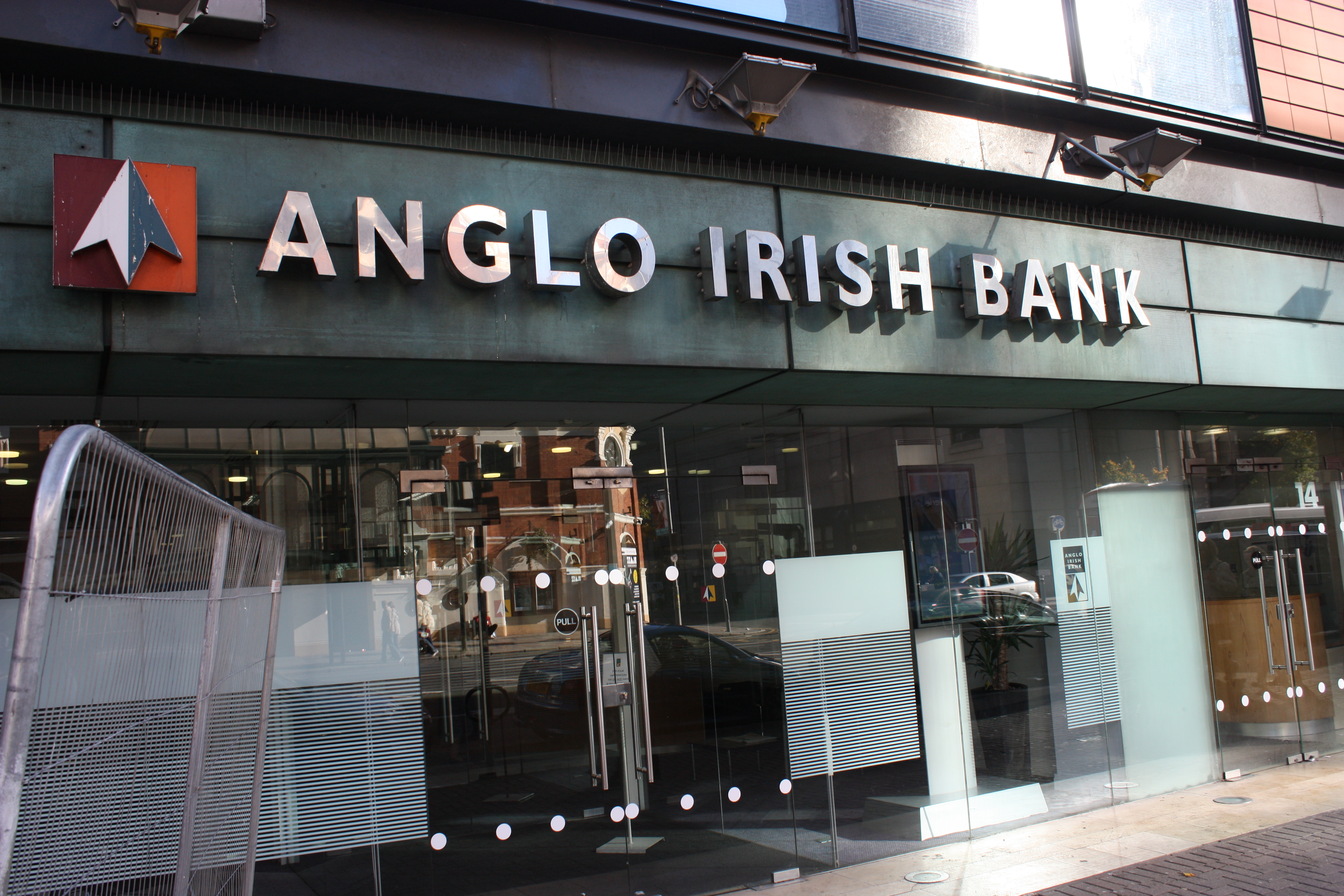
Anglo Irish Bank, Белфаст

## История
- 1964 — в Дублине учреждён Anglo Irish Bank.
- 1971 — акции Anglo Irish получают листинг на бирже.
- 1988 — Anglo Irish приобретает Irish Bank of Commerce.
- 1995 — Anglo Irish приобретает Royal Trust Bank (Австрия) у Royal Bank of Canada и переименовывает его в Anglo Irish Bank (Austria).
- 1996 — Anglo Irish приобретает Ansbacher Bankers, основанный в Дублине в 1950.
- 1998 — Anglo Irish приобретает Credit Lyonnais и объединяет его со своим австрийским подразделением.
- 1999 — Anglo Irish приобретает Smurfit Paribas Bank, который был учреждён при поддержке Banque Paribas в Дублине в 1983.
- 2001 — Anglo Irish приобретает Banque Marcuard Cook & Cie. в Женеве и переименовывает его в Anglo Irish Bank (Suisse).
- 2008 — в декабре Шон Фицпатрик (председатель совета директоров) и Дэвид Драмм (генеральный директор) покидают свои посты.
- 2009 — правительство Ирландии национализирует Anglo Irish Bank. Совет директоров уходит в отставку, правительство назначает новый совет.
- 2010 — председателем совета директоров назначен Алан Дьюкс.
- 18 марта 2010 — бывший председатель совета Шон Фицпатрик арестован за мошенничество[1].